# Tasia Sherel
Tasia Sherel (Chicago, 23 de Julho de 1978) é uma atriz e modelo estadunidense, conhecida por atuar como Francis na série Dexter e como Pam em Everybody Hates Chris.

## Filmografia
| Ano       | Filme                 | Papel                | Notas        |
| --------- | --------------------- | -------------------- | ------------ |
| 2000      | Retiring Tatiana      | Pretty Party Guest   |              |
| 2002      | Meet the Marks        | Bachelor Party Guest |              |
| 2002      | Love Relations        | Selena               |              |
| 2003      | CSI: Miami            | DNA Tech             | 1 episódio   |
| 2003      | Strong Medicine       | Woman                | 1 episódio   |
| 2004      | Billie's              | Simone Sutton        |              |
| 2007      | What About Brian      | Cashier              | 1 episódio   |
| 2007      | A Stranger's Heart    | Tina                 |              |
| 2009      | Ice Dreams            | Mom                  |              |
| 2005–2009 | Everybody Hates Chris | Pam                  | 11 episódios |
| 2007–2010 | Dexter                | Francis              | 7 episódios  |